# Setoppia angustopili
Setoppia angustopili är en kvalsterart som först beskrevs av Hammer 1962.  Setoppia angustopili ingår i släktet Setoppia och familjen Oppiidae. Inga underarter finns listade i Catalogue of Life.